# Ramadi
Ramadi (arabo: الرمادي; BGN: Ar Ramādī) è una città situata in Iraq centrale, sulle sponde dell'Eufrate, circa 110 km ad ovest di Baghdad. È il capoluogo del governatorato di Al Anbar.

## Storia

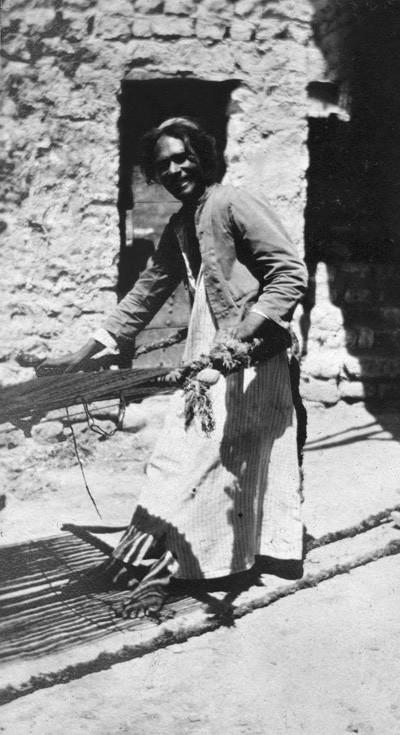
Tessitore ebreo a Ramadi, Iraq, 1918

L'impero ottomano fondò Ramadi nel 1869. Il principale obbiettivo della città era quello di fornire agli ottomani un punto focale per controllare e mantenere i collegamenti con la tribù locale dei Dulaim. Durante la Campagna della Mesopotamia nel corso della prima guerra mondiale, le forze britanniche guidate dal Tenente generale Frederick Stanley Maude presero Ramadi. Nel novembre 1917 gli inglesi sconfissero le forze ottomane rimaste sul posto. Sir Maude morì poco dopo la conquista di Ramadi.
Durante la Guerra anglo-irachena del 1941, nella seconda guerra mondiale, Ramadi fu controllata da una brigata leale a Rashid Ali al-Kaylani.

## Geografia fisica
Posizionata in una pianura alluvionale fertile ed irrigata, Ramadi è considerata il punto più a sud-ovest del triangolo sunnita iracheno. È stato un focolaio della resistenza all'occupazione statunitense dell'Iraq. Dato che ospita numerose linee ferroviarie per la Siria, è stata a lungo considerata dagli americani una zona d'addestramento per terroristi. La città si estende per oltre 60 km lungo l'Eufrate, il che la rende la città più grande di Al-Anbar.

## Società

### Evoluzione demografica
La popolazione di Ramadi è stata censita a 444 582 abitanti secondo i dati dell'ONU del 2003 e 483 209 secondo i dati (sempre ONU) del 2004. Secondo il precedente regime gli abitanti sarebbero stati 700.000. Nonostante ci fosse una numerosa comunità ebraica nel XX secolo, nel XXI secolo tutti gli abitanti sono ora mussulmani Sunniti provenienti dalla tribù Dulaim.

## Controllo militare in tempo di guerra

### Descrizione della città
A nord e ad ovest Ramadi è bagnata dall'Eufrate, mentre ad est e a sud si trasforma gradualmente in periferia. Con una popolazione di oltre 500 000 persone, la città si è rivelata troppo grande per permettere alle forze statunitensi ed irachene di prenderne il controllo completo. La base americana, nell'angolo settentrionale di Ramadi, si trova al posto di uno o due palazzi dell'epoca di Saddam Hussein. È stata chiamata prima Tactical Assembly Area Rifles e poi Camp Blue Diamond, ed è stata riconsegnata all'esercito iracheno nella primavera del 2006. Sull'altro lato dell'autostrada 10 che incrocia Ramadi si trova un altro palazzo usato come avamposto da un'unità della Florida National Guard.
Ramadi è anche il posto in cui l'acqua dell'Eufrate viene dirottata per dare vita al lago Habbaniyya.

## Curiosità
Chris Kyle, uno dei migliori cecchini dei Navy SEAL, era soprannominato "Il Diavolo di Ramadi".